# 银河追缉令
《银河追缉令》是一部1999年上映的美國科幻电影喜剧電影，该片由迪恩·派瑞薩特导演，剧本由大卫·霍华德和羅伯特·戈登撰寫。馬克·強森和查爾斯‧尼沃斯共同出品，夢工廠提供电脑特技，以及大衛·紐曼作曲。影片部分拍摄于美國猶他州哥布林谷州立公园。故事描述了一群虛構邪視連續劇《銀河探索》的演員們，如何假戲真做地協助一群外星人抵抗侵略的故事。
电影模仿自美剧科幻連續劇《星際爭霸戰》。主要演员提姆·艾倫、雪歌妮·薇佛、艾倫·瑞克曼、東尼·沙霍柏、山姆·洛克威尔、及戴瑞·米契。上映後，這部電影取得了一定的票房成功，並受到評論家褒贬不一的評價，《银河追缉令》最終獲得了狂熱崇拜，尤其是因其深情的模仿而受到《星際爭霸戰》粉絲的追捧，並被更多主流觀眾視為一部喜劇電影。
这部电影在读者文摘的最搞笑电影排行榜中排名前100。在蓝光影碟的发布会上，导演J·J·亞伯拉罕称「这是史上星际迷航系列电影中最好的之一」。

## 情节
曾經風靡一時的科幻影集《銀河探險隊》雖然早已停播多年，但仍受到廣大影迷的喜愛，至今都會不定時舉辦相關的紀念活動。然而，對男主角詹森和其他同台共戲的演員格溫、亞歷山大等人來說，這只是一種養家活口的方式，而現在他們的演藝生涯正在走下坡。不過對遠在外太空的瑟米星球的人來說，這部影集卻成了拯救他們的希望。
原來瑟米星球的人正受到宇宙惡徒薩瑞斯將軍的侵略威脅，他們在偶然的機會中接收到這部影集，不知欺騙為何意的他們以為這是歷史紀錄片，便在該影集的影迷簽名會上，將穿著戲服的詹森等人傳送到他們完全依照影集內容建造的太空船上，並請求這群銀幕英雄解救他們免於毀滅的命運。詹森等人一開始誤以為這群外星來客不過是些穿著古怪的影迷，但他們很快就發現，這回面對的可不是劇本裡的虛構故事，而是貨真價實的星際較量……

## 演员表
- 提姆·艾倫 as Jason Nesmith
- 雪歌妮·薇佛 as Gwen DeMarco
- 艾倫·瑞克曼 as Sir Alexander Dane
- 托尼·夏爾赫布 as Fred Kwan
- 山姆·洛克威尔 as Guy Fleegman
- Daryl Mitchell as Tommy Webber / Lt. Laredo
- 恩里克·克蘭東尼 as Mathesar

## 迴响
该片获得了巨大的成功：在烂番茄上获得了 7.2/10的评分；纽约时报的Lawrence Van Gelder称该片是“一部亲切的喜剧，同时成功地揶揄了流行的未来宇宙探险，并且保留了之前的经典元素”。Roger Ebert表扬该片模仿了“电视剧的不合逻辑”

### 票房
电影在首周收获票房$7,012,630 ，美国国内票房总计$71,583,916 ，全球为$90,683,916。

## 与“星际迷航”的联系
Galaxy Quest被公认为是对星际迷航的纪念，因此它们之间有很多相似点。电视剧版的将主体设置在飞船“保卫者”上，很明显是模仿聯邦星艦企業號以及星际舰队。飞船保卫者的型号NTE-3120 表面上暗示跟某个联邦行星有关，但其实代表着“Not The Enterprise”（不是企业号）。该消息的来源是视觉特效主管Bill George在2000年时接受Cinefex杂志的采访记录。
这种纪念甚至影响到了该片的营销，包括其官方网站的风格，有意让它看起来界面粗糙。

## 榮譽
| 獲獎與提名             | 獲獎與提名     | 獲獎與提名                    | 獲獎與提名                                       | 獲獎與提名 | 獲獎與提名 |
| 獎項                   | 頒獎日期       | 獎項                          | 提名人                                           | 結果       |            |
| ---------------------- | -------------- | ----------------------------- | ------------------------------------------------ | ---------- | ---------- |
| 阿姆斯特丹奇妙電影節   | 2000年4月13日  | 尖叫銀獎(Silver Scream Award) | 迪恩·派瑞薩特                                    | 獲獎       |            |
| 奧提歐斯獎             | 2000年11月1日  | 喜劇類劇情片最佳選角          | 黛博拉·贊恩                                      | 提名       |            |
| 百視達影視獎           | 2000年5月9日   | 喜劇類最受喜愛演員            | 提姆·艾倫                                        | 提名       |            |
| 百視達影視獎           | 2000年5月9日   | 喜劇類最受喜愛女演員          | 雪歌妮·薇佛                                      | 提名       |            |
| 布魯塞爾國際奇幻影展   | 2000年4月1日   | 最佳劇本銀鴉獎                | 大衛·霍華德                                      | 獲獎       |            |
| 布魯塞爾國際奇幻影展   | 2000年4月1日   | 飛馬觀眾獎                    | 迪恩·派瑞薩特                                    | 獲獎       |            |
| 報知電影獎             | 2001年12月27日 | 最佳外語片                    | 迪恩·派瑞薩特                                    | 獲獎       |            |
| 雨果獎                 | 2001年9月4日   | 最佳戲劇表現獎                | 迪恩·派瑞薩特、大衛·霍華德及羅伯特·高登          | 獲獎       |            |
| 拉斯維加斯影評人協會獎 | 2000年1月18日  | 最佳視覺效果獎                | 比爾·喬治                                        | 提名       |            |
| 星雲獎                 | 2001年4月28日  | 最佳劇本                      | 大衛·霍華德及羅伯特·高登                         | 獲獎       |            |
| 土星獎                 | 2000年6月6日   | 最佳科幻電影                  | 驚爆銀河系                                       | 提名       |            |
| 土星獎                 | 2000年6月6日   | 最佳導演                      | 迪恩·派瑞薩特                                    | 提名       |            |
| 土星獎                 | 2000年6月6日   | 最佳男主角                    | 提姆·艾倫                                        | 獲獎       |            |
| 土星獎                 | 2000年6月6日   | 最佳女主角                    | 雪歌妮·薇佛                                      | 提名       |            |
| 土星獎                 | 2000年6月6日   | 最佳男配角                    | 艾倫·瑞克曼                                      | 提名       |            |
| 土星獎                 | 2000年6月6日   | 最佳年輕演員                  | 賈斯汀·隆                                        | 提名       |            |
| 土星獎                 | 2000年6月6日   | 最佳音樂                      | 大衛·紐曼                                        | 提名       |            |
| 土星獎                 | 2000年6月6日   | 最佳服裝                      | 艾爾柏特・沃斯基                                 | 提名       |            |
| 土星獎                 | 2000年6月6日   | 最佳化妝                      | 史丹·溫斯頓、海莉·戴摩爾及維·尼爾                | 提名       |            |
| 土星獎                 | 2000年6月6日   | 最佳特別效果                  | 史丹·溫斯頓、比爾·喬治、金·布朗利及羅伯特·斯塔德 | 提名       |            |
| 青少年票選獎           | 2000年8月6日   | 最佳喜劇電影                  | 驚爆銀河系                                       | 提名       |            |

## 相關媒體

### 家用媒體
2000年5月2日，夢工廠發行驚爆銀河系的錄影帶及DVD。DVD額外收錄了約10分鐘的幕後花絮、演員及製作團隊訪談與刪除片段。
2009年5月12日，派拉蒙家庭傳媒發行公司發行10週年豪華版DVD及藍光光碟。雖然10週年豪華版缺少與原始 DVD 版本的額外內容，但10週年豪華版收錄了一些新的花絮如: 18分鐘的回顧特輯、演員與製作團隊訪談、電影特效介紹以及刪除片段。
2019年11月5日，為紀念電影 20 週年，派拉蒙家庭傳媒發行公司發行與10週年相同內容的“永不放棄，永不屈服”版藍光光碟。

### 商業合作
1999年, 驚爆銀河系被科幻小说家Terry Bisson改编为小说。 
2008年, IDW公司 发行了驚爆銀河系的一系列後續漫畫：驚爆銀河系:全球警報(Galaxy Quest: Global Warning)

### 紀錄片
為紀念驚爆銀河系20週年，Fandom與Fandom旗下的誠實預告片(Screen Junkies)團隊於2019製作了永不屈服:驚爆銀河系紀錄片紀錄片的標題命名自驚爆銀河系中的塔格特船長名言:「永不放棄，永不屈服!」，紀錄片裡採訪了電影的演員和工作人員，包含提姆·艾倫、雪歌妮·薇佛、山姆·洛克威爾、托尼·舍盧卜、賈斯汀·隆、蜜西·派兒、雷恩·威爾森與戴瑞·米契，以及導演迪恩·派瑞薩特與編劇羅伯特·高登，還有威爾·惠頓、布蘭特·史賓納、葛瑞格·貝蘭提、保羅·謝爾與戴蒙·林道夫等名人現身說法講述自己對於驚爆銀河系的熱愛。紀錄片於2019年10月的紐約動漫展上向受邀觀眾首映，接著由Fathom Events在大約600個電影院進行有限的放映，電影院版包含一些刪除片段以及驚爆銀河的誠實預告片首次亮相。
- 1999年12月，一个美国娱乐频道制作了一期特别节目：Galaxy Quest: 20th Anniversary, The Journey Continues
- 2003年, 丹麦摇滚乐队 Blindstone制作了一首歌"By Grabthar's Hammer"于专辑Manifesto.